# Sex Revelations
Pour plus de détails, voir Fiche technique et Distribution.
Sex Revelations (Si les murs racontaient 2 au Québec, If These Walls Could Talk 2 aux États-Unis) est un film américain de 2000 réalisé par Jane Anderson (pour la partie "1961"), Martha Coolidge (pour la partie "1972") et Anne Heche (pour la partie "2000").

## Synopsis
Ce film raconte l’histoire de trois couples de femmes de 1961 à 2000. Chaque duo vit son homosexualité à sa manière et aussi en fonction des mœurs de son époque.
Cette trilogie illustre l’évolution des difficultés rencontrées par les lesbiennes durant les  dernières décennies : du placard des années 1960 à la « lesboparentalité » des années 1990 en passant par un "sex, drug & butch" cher aux seventies.
1961 – Après des années de vie heureuse avec Abby, Edith doit affronter la perte brutale de sa compagne. Non  seulement elle doit faire face à ce deuil et à la solitude en gardant secrète la nature véritable de leur relation, mais de plus, elle va devoir quitter leur maison qui appartenait à Abby et que sa famille souhaite vendre.
Ce premier volet aborde le thème de l’homosexualité chez les personnes âgées et du statut du couple homosexuel particulièrement après la mort d’un des compagnons.
1972 – Linda, jeune féministe, vit son homosexualité au grand jour au sein du campus. Un soir elle fait la connaissance d’Amy, jeune femme androgyne et qui se moque du qu’en-dira-t-on. Ses amies n’acceptent pas Amy, critiquant son allure masculine et ses attitudes libérées. Mais Linda tombe amoureuse et le couple va résister aux jugements et aux quolibets.
Ce deuxième épisode parle d’homophobie et d’homophobie intériorisée.
2000 - Fran et Kal forment un couple heureux, mais il manque un enfant à leur bonheur. Commence alors un véritable parcours du combattant.
Ce troisième volet traite du désir d’enfants par les homosexuel(le)s.

## Fiche Technique
- Titre : Sex revelations (France), Si les murs racontaient 2 (Canada)
- Titre original : If These Walls Could Talk 2
- Réalisation : Jane Anderson (1961),  Martha Coolidge (1972), Anne Heche (2000)
- Photographie : Peter Deming (segment 2000)
- Genre : comédie dramatique en trois parties
- Durée: 92 minutes
- Production : Team Todd et HBO Films
- Musique : Basil Poledouris

## Distribution

### Volet 1961
- Vanessa Redgrave : Edith
- Marian Seldes : Abby
- Paul Giamatti : Ted
- Elizabeth Perkins : Alice
- Jenny O’Hara : Marge
- Marley McClean : Maggie
- Donald Elson : Sam

### Volet 1972
- Michelle Williams : Linda
- Chloë Sevigny : Amy
- Nia Long : Karen
- Natasha Lyonne : Jeanne
- Heather McComb : Diane
- Amy Carlson : Michelle
- Lee Garlington : Georgette

### Volet 2000
- Sharon Stone : Fran
- Ellen DeGeneres : Kal
- Regina King : Alfie
- Kathy Najimy : le médecin
- Mitchell Anderson : Arnold
- George Newbern : Tom